# Merodon pruni
Merodon pruni är en tvåvingeart som först beskrevs av Rossi 1790.  Merodon pruni ingår i släktet narcissblomflugor, och familjen blomflugor. Inga underarter finns listade i Catalogue of Life.